# ラストタイクーン (競走馬)
ラストタイクーン (英語: Last Tycoon) は、アイルランドで生まれフランスで調教された競走馬。馬名の由来はF・スコット・フィッツジェラルドの遺作である小説『ラスト・タイクーン』より。スプリント戦 - マイル戦を得意とし、1986年のブリーダーズカップ・マイルを制するなど活躍した。
競走馬を引退したのちはヨーロッパで種牡馬となったが、シャトル種牡馬としてオーストラリアおよびニュージーランドへ、リース種牡馬として日本へ輸出されるなど世界の各地で供用された。種牡馬成績も優秀で、とくにオーストラリアでは1993-1994年のリーディングサイアーになっている。日本でも桜花賞馬アローキャリーをはじめ5頭の中央競馬重賞優勝馬を輩出したが、多数のG1勝ち馬を送り出した国外での産駒成績と比べると期待を下回るものであり、種牡馬生活晩年はほとんど繁殖牝馬が集まらなかった。ブルードメアサイアーとしても多くの活躍馬を輩出し、とくに日本ではNHKマイルカップと日本ダービーをレースレコードで制したキングカメハメハが種牡馬としても2010年・2011年にリーディングサイアーを獲得しており、国内の馬産に少なからぬ影響を与えている。
2006年5月27日に繋養先のアロースタッドで死亡。一部メディアはドイツで死亡と報じているが、軽種馬の登録業務、登録情報の管理を行うジャパン・スタッドブック・インターナショナルの登録情報にはドイツへの輸出記録がなく、種牡馬としての供用停止事由も輸出ではなく死亡であることから、日本での死亡が公式の記録である。

## 競走成績
- 1985年（6戦3勝）
  - アランベール賞 (G3)
- 1986年（7戦5勝）
  - スプリントチャンピオンシップ (G1) 、ブリーダーズカップ・マイル (G1) 、キングズスタンドステークス (G1) 、サンジョルジュ賞 (G3) 、グロシェーヌ賞 (G3)

## 種牡馬成績

### 主な産駒
- 日本国外調教馬
  - Marju（セントジェームズパレスステークス、代表産駒にSoviet Song、Viva Pataca、Indigenous、サトノクラウンなど）
  - Bigstone（サセックスステークス、クイーンエリザベス2世ステークス、イスパーン賞、フォレ賞、代表産駒にメイショウドトウ）
  - Ezzoud（インターナショナルステークス2回、エクリプスステークス）
  - Taipan（オイロパ賞2回、ローマ賞2回）
- 日本調教馬
  - ケイウーマン（京都4歳特別）
  - オースミタイクーン（マイラーズカップ、セントウルステークス）
  - オースミブライト（神戸新聞杯、京成杯）
  - アローキャリー（桜花賞）
  - マイネルイースター（阪神スプリングジャンプ）
  - サダムブルースカイ（函館2歳ステークス）

### ブルードメアサイアーとしての主な産駒
- キングカメハメハ（2004年東京優駿）
- サンテミリオン（2010年優駿牝馬）
- Sun Classique（2008年ドバイシーマクラシック）
- Jungle Rocket（2009年ニュージーランドオークス）
- モンテクリスエス（2009年ダイヤモンドステークス）
- ジュエルオブナイル（2009年小倉2歳ステークス）

## 血統表
| ラストタイクーンの血統                     | ラストタイクーンの血統          | ラストタイクーンの血統     | （血統表の出典）           | （血統表の出典）  |
| 父系                                       | ノーザンダンサー系              | ノーザンダンサー系         | ノーザンダンサー系         | [ § 2 ]           |
| 父 *トライマイベスト Try My Best 1975 鹿毛 | 父の父Northern Dancer 1961 鹿毛 | Nearctic                   | Nearco                     | Nearco            |
| 父 *トライマイベスト Try My Best 1975 鹿毛 | 父の父Northern Dancer 1961 鹿毛 | Nearctic                   | Lady Angela                |                   |
| 父 *トライマイベスト Try My Best 1975 鹿毛 | 父の父Northern Dancer 1961 鹿毛 | Natalma                    | Native Dancer              | Native Dancer     |
| 父 *トライマイベスト Try My Best 1975 鹿毛 | 父の父Northern Dancer 1961 鹿毛 | Natalma                    | Almahmoud                  |                   |
| 父 *トライマイベスト Try My Best 1975 鹿毛 | 父の母Sex Appeal 1970 栗毛      | Buckpasser                 | Tom Fool                   | Tom Fool          |
| 父 *トライマイベスト Try My Best 1975 鹿毛 | 父の母Sex Appeal 1970 栗毛      | Buckpasser                 | Busanda                    |                   |
| 父 *トライマイベスト Try My Best 1975 鹿毛 | 父の母Sex Appeal 1970 栗毛      | Best in Show               | Traffic Judge              | Traffic Judge     |
| 父 *トライマイベスト Try My Best 1975 鹿毛 | 父の母Sex Appeal 1970 栗毛      | Best in Show               | Stolen Hour                |                   |
| 母 Mill Princess 1977 鹿毛                 | 母の父Mill Reef 1968 鹿毛       | Never Bend                 | Nasrullah                  | Nasrullah         |
| 母 Mill Princess 1977 鹿毛                 | 母の父Mill Reef 1968 鹿毛       | Never Bend                 | Lalun                      |                   |
| 母 Mill Princess 1977 鹿毛                 | 母の父Mill Reef 1968 鹿毛       | Milan Mill                 | Princequillo               | Princequillo      |
| 母 Mill Princess 1977 鹿毛                 | 母の父Mill Reef 1968 鹿毛       | Milan Mill                 | Virginia Water             |                   |
| 母 Mill Princess 1977 鹿毛                 | 母の母Irish Lass 1962 鹿毛      | Sayajirao                  | Nearco                     | Nearco            |
| 母 Mill Princess 1977 鹿毛                 | 母の母Irish Lass 1962 鹿毛      | Sayajirao                  | Rosy Legend                |                   |
| 母 Mill Princess 1977 鹿毛                 | 母の母Irish Lass 1962 鹿毛      | Scollata                   | Niccolo Dell'Arca          | Niccolo Dell'Arca |
| 母 Mill Princess 1977 鹿毛                 | 母の母Irish Lass 1962 鹿毛      | Scollata                   | Cutaway                    |                   |
| 母系(F-No.)                                | Irish Lass系(FN:8-c)            | Irish Lass系(FN:8-c)       | Irish Lass系(FN:8-c)       | [ § 3 ]           |
| 5代内の近親交配                            | Nearco 4×5･4、Nogara 5×5･5      | Nearco 4×5･4、Nogara 5×5･5 | Nearco 4×5･4、Nogara 5×5･5 | [ § 4 ]           |
| 出典                                       | 1. 2. 3. 4.                     | 1. 2. 3. 4.                | 1. 2. 3. 4.                | 1. 2. 3. 4.       |

- 姪に仏1000ギニー優勝馬のValentine Waltz（1999年生、父Be My Guest）とTie Black（2003年生、父Machiavellian）、コロネーションステークスとジャック・ル・マロワ賞優勝馬のImmortal Verse（2008年生、父Pivotal）がいる。
- いとこに仏ダービー優勝馬のBikala（1978年生、父Kalamoun）とAssert（1979年生、父Be My Guest）、愛セントレジャー優勝馬のEurobird（1984年生、父Ela-Mana-Mou）がいる。
- 伯父のIrish Ballは1971年の愛ダービー優勝馬。
- 祖母Irish Lassの全姉に、1960年の愛オークスとヨークシャーオークス優勝馬Lynchrisがいる。